# Zıramanlar, Selendi
Zıramanlar là một xã thuộc huyện Selendi, tỉnh Manisa, Thổ Nhĩ Kỳ. Dân số thời điểm năm 2011 là 101 người.